# Tournoi de clôture du championnat du Belize de football 2022
Navigation
Tournoi précédent Tournoi suivant
Le tournoi Clausura 2022 est le vingtième-deuxième tournoi saisonnier disputé au Belize. C'est cependant la 43e fois que le titre de champion du Belize est remis en jeu.
Lors de ce tournoi, le Verdes FC tente de conserver son titre de champion du Belize face aux cinq meilleurs clubs bélizéens. Cette même équipe remporte son sixième titre de champion en terminant en tête du championnat avec dix points d'avance sur son dauphin, l'Altitude FC (en) et se qualifie pour la Ligue de la CONCACAF 2022.

## Équipes participantes
Ce tableau présente les six équipes qualifiées pour disputer le tournoi. On y trouve le nom des clubs, leur localisation, le nom des stades dans lesquels ils évoluent et leur capacité.
| \| Altitude Caesar Ridge Garden City San Pedro Verdes Wagiya \| Localisation des équipes. |
| Altitude Caesar Ridge Garden City San Pedro Verdes Wagiya                                 |

| Équipe                    | Ville       | Stade                       | Capacité |
| Altitude FC (en)          | Mango Creek | Stade Michael Ashcroft (en) | 2 000    |
| Caesar Ridge FC           | Belize City |                             |          |
| Garden City FC            | Belmopan    |                             |          |
| San Pedro Pirates FC (en) | San Pedro   | Stade Ambergris             |          |
| Verdes FC                 | San Ignacio | Stade Norman Broaster       | 2 000    |
| Wagiya (en)               | Dangriga    | Stade Carl Ramos            | 3 500    |

## Compétition
Pour la première fois depuis une décennie, le tournoi ne comprend pas de phase finale à élimination directe. Il s'agit d'un championnat classique où l'équipe terminant la saison à la première place et déclarée championne.

### Classement
Le classement est établi sur le barème de points classique (victoire à 3 points, match nul à 1, défaite à 0).
Le départage final se fait selon les critères suivants :
- Le nombre de points.
- La différence de buts générale.
- Le nombre de buts marqués.

| Rang | Équipe               | Pts | J  | G | N | P | Bp | Bc | Diff |
| ---- | -------------------- | --- | -- | - | - | - | -- | -- | ---- |
| 1    | Verdes FC T          | 28  | 10 | 9 | 1 | 0 | 28 | 2  | +26  |
| 2    | Altitude FC          | 18  | 10 | 5 | 3 | 2 | 15 | 8  | +7   |
| 3    | San Pedro Pirates FC | 17  | 10 | 5 | 2 | 3 | 15 | 7  | +8   |
| 4    | Garden City FC       | 9   | 10 | 2 | 3 | 5 | 7  | 19 | -12  |
| 5    | Caesar Ridge FC      | 7   | 10 | 2 | 1 | 7 | 9  | 26 | -17  |
| 6    | Wagiya               | 5   | 10 | 1 | 2 | 7 | 7  | 19 | -12  |

### Résultats
| Résultats (▼dom., ►ext.)                                   | ALT | CAE | GAR | SPP | VER | WAG |
| Altitude FC                                                |     | 1-1 | 2-0 | 4-2 | 0-0 | 3-0 |
| Caesar Ridge FC                                            | 0-2 |     | 0-1 | 0-3 | 0-7 | 4-3 |
| Garden City FC                                             | 2-2 | 1-2 |     | 0-0 | 0-4 | 1-1 |
| San Pedro Pirates FC                                       | 1-0 | 1-0 | 6-0 |     | 0-1 | 1-1 |
| Verdes FC                                                  | 2-0 | 5-1 | 2-1 | 1-0 |     | 5-0 |
| Wagiya                                                     | 0-1 | 2-1 | 0-1 | 0-1 | 0-1 |     |
| - Victoire à domicile - Match nul - Victoire à l'extérieur |     |     |     |     |     |     |

## Bilan du tournoi
| Tournoi de clôture du championnat de football du Belize 2022 |                      |
| Champion                                                     | Verdes FC (6e titre) |
| Dauphin                                                      | Altitude FC (en)     |
| Qualifications continentales                                 |                      |
| Ligue de la CONCACAF 2022 (tour préliminaire)                | Verdes FC            |

## Classement cumulé de la saison 2021-2022
Une place est qualificative pour la Ligue de la CONCACAF 2022, celle-ci étant attribuée au champion d'un des deux tournois avec le meilleur résultat au classement cumulé. Le Verdes FC ayant remporté les deux tournois, le club est donc qualifié pour la compétition continentale.
| Rang | Équipe               | Pts | J  | G  | N | P  | Bp | Bc | Diff |
| ---- | -------------------- | --- | -- | -- | - | -- | -- | -- | ---- |
| 1    | Verdes FC T          | 56  | 20 | 18 | 2 | 0  | 62 | 10 | +52  |
| 2    | Altitude FC          | 38  | 20 | 11 | 5 | 4  | 35 | 17 | +18  |
| 3    | San Pedro Pirates FC | 32  | 20 | 9  | 5 | 6  | 26 | 16 | +10  |
| 4    | Garden City FC       | 22  | 20 | 6  | 4 | 10 | 21 | 34 | -13  |
| 5    | Wagiya               | 11  | 20 | 2  | 5 | 13 | 19 | 38 | -19  |
| 6    | Caesar Ridge FC      | 9   | 20 | 2  | 3 | 15 | 18 | 66 | -48  |